# Бремсебруський мир
Бремсебруський мир  — мирний договір між Королівством Данії і Норвегії і Швецією, підписаний 13 серпня 1645 року у шведському селі Бремсебру. Підписання угоди завершило Дансько-шведську війну, що тривала з 1643 року і була частиною великої Тридцятирічної війни. Мирні переговори тривали з лютого того ж року.

## Місце підписання
Східний кордон між тодішньою данською провінцією Блекінге і шведською провінцією Смоланд був сформований невеликою річкою Бремсебек. Посеред цієї річки є острів, з'єднаний мостами з данським і шведським берегами. Камінь на цьому острові мав слугувати знаком, що позначає точний  кордон між двома країнами.  
Посли зустрілися біля цього каменя, щоб обмінятися вітаннями та, по завершенню переговорів, підписаними документами. Данська делегація перебувала у селищі Крістіанопель, тоді як шведська — у Седерокрі.

## Делегації сторін
Високопоставленим представником Швеції був лорд Високий канцлер Аксель Оксеншерна. Його супроводжував,  серед інших, Юган Шютте, який загинув під час переговорів і був заміщений Туре Спарре.
Корфіц Ульфельд та канцлер Крістен Томенес Сехестес були головними перемовниками данської делегації.
Французький дипломат Гаспар Койнет де ля Тюїльєрі був головним посередником, а спостерігачами були представники Любецької унії, Португалії, Штральзунда і Мекленбурга.

## Результати
Воєнна сила Швеції в кінцевому підсумку змусила Королівство Данії і Норвегії пристати на вимоги шведської сторони.
- Данія-Норвегія віддала Швеції провінції Ємтланд, Гер'єдален,  Ідре і Серна, а також острови Готланд й Сааремаа у Балтійському морі.
- Спадкоємець данського престолу Принц Фредерік, адміністратор Ферденського принц-єпископства (1634-1645) і Бременського принц-архієпископства (1635-1645), мав піти з посади голови цих територій, оскільки вони були зайняті Швецією.
- Шведські кораблі, які проходили через протоку Зунд, звільнялися від сплати мита.
- Провінція Галланд переходила під контроль Швеції на 30 років як гарантія домовленостей.